# Hocus Pocus
Hocus Pocus är en amerikansk långfilm från 1993 med Bette Midler, Kathy Najimy och Sarah Jessica Parker i rollerna. Filmen är regisserad av Kenny Ortega.

## Rollista
| Bette Midler         | – Winifred "Winnie" Sanderson               |
| Kathy Najimy         | – Mary Sanderson                            |
| Sarah Jessica Parker | – Sarah Sanderson                           |
| Omri Katz            | – Max Dennison                              |
| Vinessa Shaw         | – Allison Zenko                             |
| Thora Birch          | – Dani Dennison                             |
| Sean Murray          | – Thackery Binx                             |
| Doug Jones           | – Billy Butcherson                          |
| Charles Rocket       | – Dave Dennison                             |
| Stephanie Faracy     | – Jenny Dennison                            |
| Jodie Rivera         | – Emily                                     |
| Larry Bagby          | – Ernie / "Ice"                             |
| Tobias Jelinek       | – Jay                                       |
| Rodrigo Castaneda    | – Elijah                                    |
| Norbert Weisser      | – Mr. Binx                                  |
| Kathleen Freeman     | – Miss Olin                                 |
| Jason Marsden        | – Rösten som kattversionen av Thackery Binx |
| Garry Marshall       | – "Djävulen"                                |
| Penny Marshall       | – "Djävulens" fru                           |

## Utmärkelser

### Vinster
- Saturn Award: Bästa kostymering
- Young Artist Award: Bästa unga kvinnliga skådespelare i en långfilm (Thora Birch)

### Nomeringar
- Saturn Award: Bästa kvinnliga skådespelare (Bette Midler), Bästa kvinnliga biroll (Kathy Najimy), Bästa kvinnliga biroll (Sarah Jessica Parker), Bästa fantasyfilm, Bästa specialeffekter
- Young Artist Award: Bästa unga kvinnliga skådespelare i en långfilm (Vinessa Shaw), Bästa unga manliga skådespelare i en långfilm (Omri Katz), Bästa unga manliga skådespelare i en långfilm (Sean Murray), Bästa unga manliga skådespelare i en röstroll (TV eller film) (Jason Marsden)

## Uppföljare
Den 30 september 2022 hade uppföljaren Hocus Pocus 2 i regi av Anne Fletcher ha premiär på streamingtjänsten Disney+. Inför den här filmen har Bette Midler, Sarah Jessica Parker och Kathy Najimy återvänt för att återigen att spela rollerna som systrarna Sanderson. Även Doug Jones, som spelade rollen som Billy Butcherson i den första filmen, har återvänt till den nya filmen för att spela sin gamla karaktär. Andra medverkande är bland annat Whitney Peak, Belissa Escobedo och Sam Richardson.